# Marcel Léger (homme politique, 1888-1953)
Pour les articles homonymes, voir Léger et Marcel Léger.
Marcel Léger, né le 20 février 1888 à Paris 11e et mort le 9 novembre 1953 à Bellecombe-en-Tarentaise (Savoie), est homme politique français, député de la Savoie de 1919 à 1924.

## Biographie
Agriculteur à Notre-Dame-de-Briançon ( La Léchère), il est aussi syndicaliste. Il participe à la Première Guerre mondiale, où il fut blessé.
Républicains indépendant, membre de la Ligue de la jeune République (depuis 1912), il est élu député en 1919 et termine son mandat en 1924. Il ne fut pas réélu.
Il reprend la direction du journal La Savoie, « hebdomadaire républicain indépendant », de Joseph Delachenal, de 1924 à 1926.
Il se représente en 1951 aux élections législatives mais n'est pas élu.

### Sources
- « Marcel Léger (homme politique, 1888-1953) », dans le Dictionnaire des parlementaires français (1889-1940), sous la direction de Jean Jolly, PUF, 1960 [détail de l’édition]
- Fiche biographique (pp. 268–269) in Jean-Marie Mayeur, Christian Sorrel (dir.) et Yves-Marie Hilaire, La Savoie, t. 8, Paris, Beauchesne, 1996, 443 p. (ISBN 2-7010-1330-5 et 978-2-7010-1330-5).